# Ansgar Evensen
Ansgar Evensen (ur. 18 kwietnia 2000) – norweski biegacz narciarski, zawodnik klubu Vind IL.

## Kariera
Po raz pierwszy na arenie międzynarodowej pojawił się 26 listopada 2016 roku, podczas zawodów juniorskich w norweskiej miejscowości Gålå, gdzie w sprincie stylem klasycznym uplasował się na 65. miejscu natomiast w zawodach juniorów uplasował się na 9. pozycji. W 2019 roku wystartował na mistrzostwach świata juniorów w Lahti, gdzie zdobył srebrny medal w sprincie techniką klasyczną. Podczas rozgrywanych rok później mistrzostw świata juniorów w Oberwiesenthal zwyciężył w sprincie stylem dowolnym. Ponadto na mistrzostwach świata młodzieżowców w Whistler w 2023 roku był najlepszy w sprincie klasykiem.
W Pucharze Świata zadebiutował 4 marca 2020 roku w Konnerud, gdzie w sprincie stylem dowolnym zajął 39. miejsce. Pierwsze pucharowe punkty wywalczył 17 grudnia 2022 roku w Davos, zajmując 30. miejsce w sprincie stylem dowolnym. Na podium zawodów tego cyklu pierwszy raz stanął 19 stycznia 2024 roku w Oberhofie, kończąc sprint na drugiej pozycji. Rozdzielił tam rodaków: Erika Valnesa i Evena Northuga.

## Osiągnięcia

### Mistrzostwa świata juniorów
| Miejsce | Dzień       | Rok  | Miejscowość    | Konkurencja              | Czas biegu | Strata  | Zwycięzca             |
| ------- | ----------- | ---- | -------------- | ------------------------ | ---------- | ------- | --------------------- |
| 2.      | 20 stycznia | 2019 | Lahti          | Sprint stylem klasycznym | 3:26,33    | +2,88   | Aleksandr Tierientjew |
| 4.      | 26 stycznia | 2019 | Lahti          | bieg sztafetowy 4×5 km   | 45:34,7    | +26,9   | Rosja                 |
| 1.      | 29 lutego   | 2020 | Oberwiesenthal | Sprint stylem dowolnym   | 2:33,44    | —       | —                     |
| 10.     | 6 marca     | 2020 | Oberwiesenthal | bieg sztafetowy 4×5 km   | 54:54,9    | +2:39,6 | Stany Zjednoczone     |

### Mistrzostwa świata młodzieżowców (do lat 23)
| Miejsce | Dzień       | Rok  | Miejscowość | Konkurencja              | Czas biegu | Strata | Zwycięzca     |
| ------- | ----------- | ---- | ----------- | ------------------------ | ---------- | ------ | ------------- |
| 4.      | 26 lutego   | 2022 | Lygna       | Sprint stylem klasycznym | 2:14,95    | +0,89  | Valerio Grond |
| 1.      | 29 stycznia | 2023 | Whistler    | Sprint stylem klasycznym | 2:46,20    | -      | -             |

### Puchar Świata

#### Miejsca w klasyfikacji generalnej
| Sezon     | Miejsce           |
| --------- | ----------------- |
| 2019/2020 | niesklasyfikowany |
| 2022/2023 | 50.               |
| 2023/2024 | 42.               |
| 2024/2025 | 47.               |

#### Miejsca na podium w zawodach indywidualnych Pucharu Świata chronologicznie
| Nr | Dzień       | Rok  | Miejscowość | Konkurencja              | Czas biegu | Strata | Miejsce | Zwycięzca   |
| -- | ----------- | ---- | ----------- | ------------------------ | ---------- | ------ | ------- | ----------- |
| 1. | 19 stycznia | 2024 | Oberhof     | Sprint stylem klasycznym | 2:42,75    | +0,40  | 2.      | Erik Valnes |
| 2. | 18 stycznia | 2025 | Les Rousses | Sprint stylem klasycznym | 2:42,99    | +0,51  | 2.      | Edvin Anger |
| 3. | 1 lutego    | 2025 | Cogne       | Sprint stylem klasycznym | 2:37,60    | +0,72  | 2.      | Erik Valnes |

#### Miejsca w poszczególnych zawodachPucharu Świata
stan po zakończeniu sezonu 2019/2020
| Sezon 2019/2020 |                      |                     |    |                            |                    |                       |                      |                             |                          |                         |                        |                              |                           |                              |     |                     |                                      |                                      |                            |                         |                   |                      |                           |                           |                  |                         |                        |                           |    |                       |                      |                     |        |        |        |        |        |        |        |        |        |        |        |        |        |        |        |        |        |        |        |        |        |        |        |        |        |
| Ruka 29.11 (SP C) | Ruka 30.12 (15 km C) | Ruka 1.12 (15 km F) | RT | Lillehammer 7.12 (2×15 km) | Davos 14.12 (SP F) | Davos 15.12 (15 km F) | Planica 21.12 (SP F) | Lenzerheide 28.12 (15 km F) | Lenzerheide 29.12 (SP F) | Toblach 31.12 (15 km F) | Toblach 1.01 (15 km C) | Val di Fiemme 3.01 (15 km C) | Val di Fiemme 4.01 (SP C) | Val di Fiemme 5.01 (10 km F) | TdS | Drezno 11.01 (SP F) | Nové Město na Moravě 18.01 (15 km F) | Nové Město na Moravě 19.01 (15 km C) | Oberstdorf 25.01 (2×15 km) | Oberstdorf 26.01 (SP C) | Falun 8.02 (SP C) | Falun 9.02 (15 km F) | Östersund 15.02 (15 km F) | Östersund 16.02 (15 km C) | Åre 18.02 (SP F) | Meraker 20.02 (34 km F) | Trondheim 22.02 (SP C) | Trondheim 23.02 (30 km C) | ST | Lahti 29.02 (15 km C) | Konnerud 4.03 (SP F) | Oslo 8.03 (50 km C) | punkty | punkty | punkty | punkty | punkty | punkty | punkty | punkty | punkty | punkty | punkty | punkty | punkty | punkty | punkty | punkty | punkty | punkty | punkty | punkty | punkty | punkty | punkty | punkty | punkty |
| - | -                    | -                   | -  | -                          | -                  | -                     | -                    | -                           | -                        | -                       | -                      | -                            | -                         | -                            | -   | -                   | -                                    | -                                    | -                          | -                       | -                 | -                    | -                         | -                         | -                | -                       | -                      | -                         | -  | -                     | 39                   | -                   | 0      | 0      | 0      | 0      | 0      | 0      | 0      | 0      | 0      | 0      | 0      | 0      | 0      | 0      | 0      | 0      | 0      | 0      | 0      | 0      | 0      | 0      | 0      | 0      | 0      |
| Legenda |                      |                     |    |                            |                    |                       |                      |                             |                          |                         |                        |                              |                           |                              |     |                     |                                      |                                      |                            |                         |                   |                      |                           |                           |                  |                         |                        |                           |    |                       |                      |                     |        |        |        |        |        |        |        |        |        |        |        |        |        |        |        |        |        |        |        |        |        |        |        |        |        |
| 1 2 3 4-10 11-30 31-100 Dyskwalifikacja - – zawodnik nie wystartował TdS – Tour de Ski DNS – Zawodnik został zgłoszony do biegu, ale w nim nie wystartował DNF – Zawodnik nie ukończył biegu |                      |                     |    |                            |                    |                       |                      |                             |                          |                         |                        |                              |                           |                              |     |                     |                                      |                                      |                            |                         |                   |                      |                           |                           |                  |                         |                        |                           |    |                       |                      |                     |        |        |        |        |        |        |        |        |        |        |        |        |        |        |        |        |        |        |        |        |        |        |        |        |        |